# Ben Cotton
Ben Cotton (Edmonton, 26 luglio 1975) è un attore canadese.
Noto per aver interpretato il Dott. Kavanagh nella serie televisiva Stargate Atlantis.

## Filmografia parziale

### Cinema
- A testa alta (Walking Tall), regia di Kevin Bray (2004)
- The Chronicles of Riddick, regia di David Twohy (2004)
- Gioventù violata (Fierce People), regia di Griffin Dunne (2005)
- Detective a due ruote (Underclassman), regia di Marcos Siega (2005)
- Heartfelt Café, regia di Kryshan Randel – cortometraggio (2006)
- Ultimatum alla Terra (The Day the Earth Stood Still), regia di Scott Derrickson (2008)
- Mothers&Daughters, regia di Carl Bessai (2008)
- Horror Movie (Stan Helsing), regia di Bo Zenga (2009)
- Messages Deleted, regia di Rob Cowan (2010)
- 30 giorni di buio II (30 Days Of Night: Dark Days), regia di Ben Ketai (2010)
- Doppelgänger Paul, regia di Kris Elgstrand e Dylan Akio Smith (2011)
- La vendetta del cowboy (Dawn Rider), regia di Terry Miles (2012)
- Presa mortale - Il nemico è tra noi (The Marine 3: Homefront), regia di Scott Wiper (2013)
- Cinemanovels, regia di Terry Miles (2013)
- Kid Cannabis, regia di John Stockwell (2014)
- No Men Beyond This Point, regia di Mark Sawers (2015)
- Dead Rising: Endgame, regia di Pat Williams (2016)
- The Unseen, regia di Geoff Redknap (2016)
- Hello Destroyer, regia di Kevan Funk (2016)
- Gregoire, regia di Cody Bown (2017)
- Un uomo tranquillo (Cold Pursuit), regia di Hans Petter Moland (2019)
- Fu*king Idiots, regia di David Milchard (2020)

### Televisione
- Stargate Atlantis – serie TV, 6 episodi (2004-2005, 2008-2009)
- 4400 (The 4400) – serie TV, episodio 2x04 (2005)
- Masters of Horror – serie TV, episodio 1x07 (2005)
- Psych – serie TV, episodi 1x04-2x01 (2006-2007)
- Family in Hiding, regia di Timothy Bond – film TV (2006)
- Supernatural – serie TV, episodi 3x01-11x12 (2007-2016)
- Masters of Science Fiction – serie TV, episodio 1x02 (2007)
- Whistler – serie TV, 8 episodi (2007)
- Blood Ties – serie TV, episodio 2x08 (2007)
- Flash Gordon – serie TV, episodio 1x14 (2007)
- Battlestar Galactica: Razor, regia di Félix Enríquez Alcalá – film TV (2007)
- To Be Fat Like Me, regia di Douglas Barr – film TV (2007)
- Il figlio malvagio (The Bad Son), regia di Neill Fearnley - film TV (2007)
- Robson Arms – serie TV, episodio 3x09 (2008)
- Christmas in Canaan, regia di Neill Fearnley – film TV (2009)
- Riese – webserie, 7 webisodi (2009-2010)
- Harper's Island – serie TV, 7 episodi (2009)
- Hellcats – serie TV, 10 episodi (2010-2011)
- Il ragazzo che gridava al lupo... Mannaro (The Boy Who Cried Werewolf), regia di Eric Bross – film TV (2010)
- Il giardino del diavolo (The Terror Beneath), regia di Paul Ziller – film TV (2011)
- Battlestar Galactica: Blood & Chrome, regia di Jonas Pate – film TV (2012)
- Alcatraz – serie TV, episodi 1x01-1x02-1x10 (2012)
- Fringe – serie TV, episodio 4x19 (2012)
- True Justice – serie TV, episodi 1x01-1x12-2x01 (2012)
- Arrow – serie TV, episodio 1x01 (2012)
- La parata dell'amore (Love at the Thanksgiving Day Parade), regia di Ron Oliver – film TV (2012)
- The Killing – serie TV, 6 episodi (2013)
- C'era una volta nel Paese delle Meraviglie (Once Upon a Time in Wonderland) – serie TV, 9 episodi (2013-2014)
- Arctic Air – serie TV, 8 episodi (2013-2014)
- Olympus – serie TV, 5 episodi (2015)
- Marte (Mars) – serie TV, episodi 1x01-1x02-1x06 (2016)
- Garage Sale Mystery – serie TV, episodio 1x08 (2017)
- The Arrangement – serie TV, 6 episodi (2017-2018)
- Travelers - serie TV, episodio 3x02 (2018)
- Colony - serie TV, episodio 3x06 (2018)
- X-Files (The X-Files) – serie TV, episodi 11x05-11x10 (2018)
- L'uomo nell'alto castello (The Man in The High Castle) – serie TV, 3 episodi (2018)
- The Bletchley Circle: San Francisco – serie TV, 8 episodi (2018)
- Riverdale - serie TV, episodio 4x04 (2019)
- The Good Doctor - serie TV, episodio 3x02 (2019)
- The Astronauts – serie TV, 7 episodi (2020-in corso)
- Resident Alien – serie TV, 7 episodi (2021)
- Debris – serie TV, 4 episodi (2021)
- The Night Agent – serie TV, 10 episodi (2023-in corso)

## Doppiatori italiani
Nelle versioni in italiano delle opere in cui ha recitato, Ben Cotton è stato doppiato da:
- Massimo Rinaldi in Stargate Atlantis
- Roberto Chevalier in Stargate Atlantis (ep. 5x20)
- Stefano Valli in Smallville
- Riccardo Scarafoni in Supernatural (ep. 11x12)
- Gianluca Cortesi ne Il figlio malvagio
- Vittorio De Angelis in 30 giorni di buio II
- Stefano Albertini ne Il ragazzo che gridava al lupo... Mannaro
- Carlo Scipioni in Arrow
- Stefano Thermes in Fringe
- Sergio Lucchetti in The Killing
- Emiliano Ragno in C'era una volta nel Paese delle Meraviglie
- Pasquale Anselmo in Horror Movie
- Francesco Prando in Motive
- Lorenzo Scattorin in Continuum
- Stefano Macchi in The 100
- Roberto Certomà in X-Files
- Paolo De Santis in Van Helsing
- Massimiliano Plinio in Case e misteri - Perizia mortale
- Gabriele Trentalance ne L'uomo nell'alto castello[1]
- Simone D'Andrea in Travelers[2]
- Luigi Scribani in The Bletchley Circle: San Francisco
- Stefano Alessandroni in The Good Doctor
- Gabriele Tacchi in Resident Alien
- Guido Di Naccio in The Night Agent

Da doppiatore è stato sostituito da:
- Stefano Thermes ne Il principe dei draghi